# Tatort: Alles was Recht ist
Alles was Recht ist ist ein Fernsehfilm aus der Krimireihe Tatort. Der vom ORF produzierte Beitrag ist die 1196. Tatort-Episode und wurde am 3. April 2022 im SRF, im ORF und im Ersten ausgestrahlt. Es ist der 52. Fall des österreichischen Ermittlers Moritz Eisner und der 28. gemeinsame Fall des Ermittlerteams Eisner/Fellner.

## Handlung
Moritz Eisner und Bibi Fellner ermitteln in einem einfachen Fall: Es gibt zwei Leichen und einen Täter, der selbst die Polizei alarmiert hat und am Tatort auf die Ermittler wartet. Tatwaffe, Motiv und Geständnis liegen vor; es handelt sich um Mord aus Eifersucht, ein Ehemann hat die Nerven verloren. 
Hafner, der gerissene Anwalt des Angeklagten Weingartner, erwirkt einen Freispruch wegen Unzurechnungsfähigkeit, wird jedoch kurze Zeit später erschossen aufgefunden, und der Freigesprochene verschwindet spurlos. Daneben taucht auch Inkasso Heinzi, ein alter Bekannter von Moritz und Bibi, auf, ebenfalls ein Klient des erschossenen Anwalts, der allerdings wertvolle Hinweise liefern kann.
Die Ermittlungen ergeben, dass der tief religiöse Weingartner in der Untersuchungshaft Briefkontakt zu Helene Schmiedinger hatte, in der er eine Seelenverwandte fand, die ebenfalls von ihrem Mann betrogen und von Hafner anschließend verhöhnt worden war.
Nachdem Weingartner den Anwalt erschossen hatte, da er seinen eigenen Freispruch als ungerecht empfand, und um Schmiedinger zu rächen, wurde er von Schmiedinger entführt, festgehalten und unter Medikamente gesetzt. Letztendlich schlägt sie vor, Russisch Roulette als Gottesurteil durchzuführen, Schmiedinger wird dabei erschossen und Weingartner stellt sich.

## Hintergrund
Der Film wurde ab dem 6. September 2021 bis zum 5. Oktober 2021 in Wien gedreht.
Das Drehbuch basiert im Hinblick auf das Strafverfahren wegen Doppelmordes an den beiden Frauen auf einem realen Fall, der durch den Strafverteidiger Veikko Bartel 2019 in einem Buch geschildert wurde.

## Rezeption

### Kritiken
„Über lange Strecken weiß man nicht so recht, wo dieser »Tatort« mit seinen grotesken Wendungen eigentlich hinwill. Aber diese Wendungen sind so pointiert geschrieben und inszeniert […], dass man dranbleibt. Was auch daran liegt, dass immer mehr der legendäre Inkasso-Heinzi (Simon Schwarz) aus der Peripherie ins Zentrum der Geschichte tritt.“

### Einschaltquoten
Bei der Erstausstrahlung von Alles was Recht ist am 3. April 2022 verfolgten in Deutschland insgesamt 9,44 Millionen Zuschauer die Filmhandlung, was einem Marktanteil von 29,6 Prozent für Das Erste entsprach. In der als Hauptzielgruppe für Fernsehwerbung deklarierten Altersgruppe von 14–49 Jahren erreichte Alles was Recht ist 1,80 Millionen Zuschauer und damit einen Marktanteil von 22,1 Prozent in dieser Altersgruppe.